# Fascinación (película de 1976)
Fascinación (título original: Obsession) es un thriller psicológico dirigido por Brian De Palma en 1976. Está protagonizado por Cliff Robertson, Geneviève Bujold y John Lithgow. El guion es de Paul Schrader y está basado en una historia del propio Schrader y Brian De Palma. La trama gira en torno a un hombre de negocios de Nueva Orleans que se siente destrozado tras la muerte de su esposa e hijos, tras un secuestro y un rescate fallido.

## Argumento
En 1959, Michael Courtland (Cliff Robertson), un desarrollador inmobiliario de Nueva Orleans, ve su vida destrozada cuando su esposa, Elizabeth (Geneviève Bujold), y su hija, Amy (Wanda Blackman), son secuestradas. La policía recomienda que proporcione a los secuestradores un maletín de papel en blanco triturado en lugar del rescate exigido, ya que será más probable que los secuestradores se rindan cuando estén acorralados, en lugar de intentar escapar con dinero en efectivo en la mano. Courtland está de acuerdo con este plan. Esto conduce a una persecución de coches fallida en la que tanto los secuestradores como las víctimas mueren en una explosión. Courtland se culpa a sí mismo por la muerte de su esposa e hija.
Dieciséis años después, en 1975, Courtland está morbosamente obsesionado con su difunta esposa y visita regularmente un monumento que ha construido en su memoria. Este es una réplica de la Basilica di San Miniato al Monte donde él y Elizabeth se habían conocido en Florencia, Italia. Su socio de bienes raíces, Robert Lasalle, convence a Courtland de acompañarlo en un viaje de negocios de regreso a Florencia. Mientras está allí, Courtland vuelve a visitar la iglesia y de repente se encuentra cara a cara con una joven llamada Sandra, que se parece exactamente a su difunta esposa. Courtland, ya un poco desquiciado, comienza a cortejar a la joven y sutilmente intenta transformarla en un reflejo perfecto de su esposa muerta.
Michael regresa a Nueva Orleans con Sandra para casarse. En su noche de bodas, Sandra es secuestrada y sus secuestradores dejan una nota de rescate. Es una réplica exacta del mensaje de los secuestradores de dieciséis años antes. Esta vez, Courtland decide entregar el efectivo exigido. Retira cantidades masivas de dinero de sus cuentas y participaciones comerciales, lo que lo arruina financieramente y lo obliga a ceder su interés en el negocio inmobiliario a Lasalle. En el proceso, descubre que todo su calvario, incluido el secuestro original, había sido diseñado por Lasalle como una forma de obtener el control exclusivo de las acciones de la empresa Courtland. Perdiendo el control de sí mismo, Courtland apuñala a Lasalle hasta la muerte.
Sabiendo que Sandra debe haber sido una cómplice de Lasalle, va al aeropuerto para matar a la mujer que escapa. En el avión, Sandra tiene un flashback de su participación en el plan; de hecho, es la hija de Courtland. Tras el secuestro original, LaSalle ocultó su supervivencia y la envió a vivir en secreto con un cuidador italiano que crio a Amy como su propia hija y le dio el nombre de Sandra. A lo largo de los años, LaSalle le ha contado mentiras sobre Courtland, convenciéndola de que su padre no había pagado el rescate porque no la amaba. Sandra, que ha llegado a amar a Courtland, intenta suicidarse en el avión y la bajan en silla de ruedas. Courtland la ve y corre hacia ella con el arma en la mano. Un guardia de seguridad intenta detenerlo, pero Courtland aplasta el maletín lleno de dinero contra la cabeza del guardia, dejándolo inconsciente. El maletín se abre y todo el dinero sale volando. Sandra, al ver los billetes revoloteando, se pone de pie y grita: "¡Papi! ¡Trajiste el dinero!" Courtland ahora se da cuenta por primera vez de quién es realmente Sandra, y padre e hija se abrazan profundamente.

## Reparto
- Cliff Robertson como Michael Courtland
- Geneviève Bujold como Elizabeth Courtland/Sandra Portinari
- John Lithgow como Robert Lasalle
- J. Patrick McNamara como Secuestrador
- Stanley J. Reyes como Inspector Brie
- Stocker Fontelieu como Dr. Ellman
- Wanda Blackman como Amy Courtland
- Nella Simoncini Barbieri como Señora Portinari